# 日本ボブスレー・リュージュ・スケルトン連盟
公益社団法人日本ボブスレー・リュージュ・スケルトン連盟（にほんボブスレー・リュージュ・スケルトンれんめい、英: Japan Bobsleigh・Luge and Skeleton Federation、略称JBLSF）は、日本国内におけるそり2競技3種別（ボブスレー・スケルトン、リュージュ）の国内競技連盟。

## 概要
日本オリンピック委員会・日本スポーツ協会に加盟しており、2競技3種別の日本代表選手を決定する権限を持つ。構成する地区団体は、北海道・宮城・長野・大阪・学生の5地区団体。
国際競技連盟は、ボブスレー・スケルトンが国際ボブスレー・スケルトン連盟、リュージュが国際リュージュ連盟と2団体に分かれている。しかし日本国内においては競技人口が少なく、2022年現在国内に現存する競技場も長野スパイラルのみであることから、1団体に集約されている。

## 沿革
1972年札幌オリンピックの開催時、正式競技にもかかわらず国内競技連盟が無いことから編成された。2020年10月現在、会長は北野建設の社長北野貴裕である。
- 2012年 – 一般社団法人化された。
- 2013年12月 - JBLSFが国際大会に派遣するボブスレー日本代表の愛称を「DANGANジャパン」に決定。
- 2015年9月 - 内閣府より公益社団法人に認定される[1]。

## 選考を巡る問題
2016年6月にスケルトンの女子選手4人が、JBLSFによる国際大会における選考を巡って、日本スポーツ仲裁機構へ仲裁申立を行った。選手側は、近年の主要国内大会で好成績を収めたにもかかわらず、選考対象から一方的に外されたとしてJBLSFの決定取り消しを求めた。また、「他の選手も不当な評価を下され、悔しい思いをしている」、過去の代表選考もヘッドコーチの主観に基づいていた、と主張している。JBLSFは「申立書が届いていないので確認後にコメントしたい」とした。

## 構成団体
- 北海道ボブスレー・スケルトン連盟
- 北海道リュージュ連盟
- 宮城県ボブスレー・リュージュ連盟
- 長野県ボブスレー・リュージュ・スケルトン連盟
- 大阪ボブスレー・リュージュ・スケルトン連盟
- 日本学生ボブスレー連盟